# Sicyopterus lacrymosus
Sicyopterus lacrymosus är en fiskart som beskrevs av Herre 1927. Sicyopterus lacrymosus ingår i släktet Sicyopterus och familjen smörbultsfiskar. Inga underarter finns listade i Catalogue of Life.